# Georges Gayral
Jean, Georges Gayral  né le 28 novembre 1898 à Mont-de-Marsan, et mort le 16 juillet 1964 à Toulon est un officier de marine français ayant achevé sa carrière au grade de vice-amiral. Il est connu notamment pour avoir assuré le commandement des unités des FNFL à Portsmouth de 1940 à 1942.

## Biographie
Formé à l'École navale en 1917, il est, au grade de capitaine de corvette, officier de liaison auprès des Britanniques à Malte dès 1939, jusqu'à l'été 1940. 

## Distinctions
- Croix de guerre 1914–1918 (2 citations)
- Croix de guerre 1939–1945 (1 citation)
- Croix de guerre des Théâtres d'opérations extérieurs (TOE)
- Médaille de la Résistance française
- Commander of the Order of the British Empire (CBE)
- Grand officier de la Légion d'honneur (1956)[3]